# Lyktos
Lyktos (altgriechisch Λύκτος; lateinisch Lyctus; auch altgriechisch Λύττος, Lyttos) ist der Name einer antiken Stadt auf Kreta. Heute trägt das nahe gelegene Dorf Lyttos den Namen.

## Mythologie
In der griechischen Mythologie nahm Lyktos eine zentrale Rolle im Mythos des olympischen Zeus ein. Nach Hesiods Theogonie war Lyktos der Ort, an dem Rhea auf der Flucht vor ihrem Gemahl Kronos ihren dritten Sohn Zeus gebar und in einer Höhle des Dikti-Gebirges verbarg; nach Polybios und Pausanias war Lykaion in Arkadien der Geburtsort, und Zeus wurde von Rheas Mutter Gaia nach Kreta gebracht und dann im Aigaischen Gebirge bei Lyktos versteckt und dort von Amalthea aufgezogen.

## Geschichte
In der Ortsnamenliste im Tempel des Amenophis III. wird der Ort als Rikata erwähnt, ein Handelsort der Keftiu (Kreter). Auf Linear-B-Tontäfelchen aus Knossos, die in mykenischem Griechisch geschrieben sind, taucht der Ort als ru-ki-to (𐀬𐀑𐀵) auf. In Homers Ilias, wie auch in den meisten antiken Handschriften, wird die Stadt Lyktos (Λύκτος) genannt, auf Münzen und in Inschriften fast durchweg Lyttos (Λύττος), wobei Lyktos die ältere Namensform ist.
In antiker Zeit galt Lyktos als älteste Stadt Kretas und als dorische Gründung durch lakedaimonische Kolonisten. Die griechische Mythologie berichtet von einer dorischen Einwanderung auf Kreta unter Tektamos, zwei Generationen vor Minos, was in die dritte Palastzeit oder Nachpalastzeit der minoischen Kultur fiele. Homer nennt Lyktos im Schiffskatalog der Ilias, der Aufzählung der entsendeten Schiffe im Trojanischen Krieg. Koiranos, der Wagenlenker des Meriones, stammte aus Lyktos und wurde von Hektor getötet. In der Odyssee gibt Homer an, dass ein Teil der Einwohner Kretas in dieser Zeit Dorer waren. Zu einer verstärkten dorischen Einwanderung auf Kreta kam es nach neuerer Forschung erst um 1000 v. Chr. Zu dieser Datierung passen die Ausführungen des Geographen Strabon, der berichtete, dass Althaimenes, der Sohn des Keisos, nach Kreta kam und Städte gründete. Die Lage von Lyktos auf einem Bergrücken ist jedoch typisch für Stadtgründungen der Dorer.
Als Gesetzgeber von Lyktos gilt der Spartaner Lykurg, der eine Zeit lang auf Kreta verweilte. Auf einigen Steinblöcken aus Lyktos sind Teile von Gesetzeskodizes aus dem 6. und 5. Jahrhundert v. Chr. erhalten. Die Bürger waren in Hetärien geteilt und hielten Syssitien ab, die durch Steuern finanziert wurden. Lyktos wurde sehr einflussreich. Sein Herrschaftsbereich reichte zeitweise von der Nord- bis zur Südküste und im Osten bis zur Stadt Minoa. Auch die Stadt Arsinoe gehörte zum Machtbereich. Die Hafenstadt von Lyktos war das an der Nordküste Kretas gelegene Chersonesos. Kurz vor 411 v. Chr. schloss die Stadt mit Lindos auf Rhodos einen Vertrag.
344 v. Chr. wurde Lyktos von Knossos mit Hilfe eines phokischen Heeres unter Führen von Phalaikos erobert. Archidamos III. von Sparta, der sich mit seinen Streitkräften auf dem Weg nach Tarent befand landete kurzerhand auf Kreta, besiegte die Angreifer und gab die Stadt wieder an ihre Bewohner. Im 3. Jahrhundert v. Chr. schloss man mit dem Seleukiden Antiochos I. und seinem Nachfolger ein Bündnis. Auch mit den Städten Malla und Praisos kam es zu Bündnissen. Lyktos stieg zu einer der einflussreichsten Poleis auf Kreta auf. Es gelangte jedoch in die Abhängigkeit von Gortyn und mit dem nordwestlich gelegenen Knossos lag es im ständigen Zwist. Unterstützung erfuhr es von Philipp V. von Makedonien.
Die Koalition aus Gortyn und Knossos brachte ganz Kreta unter ihre Kontrolle. Nur Lyktos weigerte sich, sich zu unterwerfen, was schließlich im sogenannten Lyttischen Krieg (221–219 v. Chr.) endete. Die Städte Polyrrhenia, Keraia und Lappa verließen jedoch bald die Koalition mit Knossos, und in Gortyn kam es zu Kämpfen zwischen Koalitionstreuen und Koalitionsgegnern. Knossos schickte deshalb Truppen nach Gortyn zur Unterstützung ihrer Verbündeten. Lyktos verheerte zu dieser Zeit das knossische Gebiet. Nachdem Gortyn wieder befriedet war, nutzte die Koalition die Abwesenheit der Truppen und zog gegen Lyktos. Man eroberte die Stadt mit Leichtigkeit, zerstörte sie komplett und versklavte Frauen und Kinder. Nachdem die lyktischen Truppen ihre zerstörte Heimatstadt vorfanden ging die Bevölkerung nach Lappa ins Exil.
Nicht viel später wurde die Stadt wieder errichtet und kurz vor 200 v. Chr. erscheint die Stadt wieder als Bündnispartner von Hierapytna. 184 v. Chr. eroberte es zusammen mit Gortyn die knossischen Orte Lykastos und Diatonion. Ein Jahr später wurde sie im Zusammenhang mit einem Vertrag mit Eumenes II. erwähnt. Bei der Eroberung Kretas durch die Römer wurde Lyktos 67 v. Chr. von Truppen unter dem Konsul Quintus Caecilius Metellus Creticus eingenommen. In römischer Zeit spielte die Stadt noch eine beträchtliche Rolle, aus dieser und der folgenden byzantinischen Zeit stammen auch alle noch sichtbaren Überreste. In der Spätantike wurde Lyktos Bischofssitz und wurde erstmals mit einer Mauer befestigt. Zu Beginn der venetianischen Zeit wurde sie verlassen.

## Erforschung
Der Italiener Onorio Belli bereiste Kreta zwischen 1582 und 1596 mehrmals und nahm die noch sichtbaren Ruinen auf. Er zeichnete den Grundriss des Theaters von Lyktos. Es war das größte Kretas, hatte eine Breite von etwa 180 m und fasste 80.000 Zuschauer. Von diesem Bauwerk fehlt heute jede Spur. 1834 besuchte Robert Pashley den Ort. Während der englische Kapitän Thomas Abel Brimage Spratt 1851–1852 das Meer um Kreta kartographierte kam er auch nach Lyktos. 1894 nahmen die italienischen Archäologen Lucio Mariani und Antonio Taramelli die sichtbaren antiken Überreste auf. Sie vermuteten das Theater etwa 200 m östlich der Timaios Stavros Kirche. Erste systematische Ausgrabungen führte 1971 Angeliki Lebessi durch. Von 1981 bis 1986 legte der griechische Archäologe Giorgios Rethemiotakes das Bouleuterion frei. In den 1990er Jahren besuchte Krzysztof Nowicki den Ort. Bei der Begehung fand er westlich der Akropolis neben wenigen späthelladischen Scherben (SH IIIC) auch protogeometrische, geometrische und archaische Keramik. Die meisten Scherben stammten aus Klassischer, Hellenistischer und römischer Zeit. Er vermutete, dass Lyktos im 13. Jahrhundert v. Chr. (SH IIIB/IIIC) gegründet wurde.

## Beschreibung

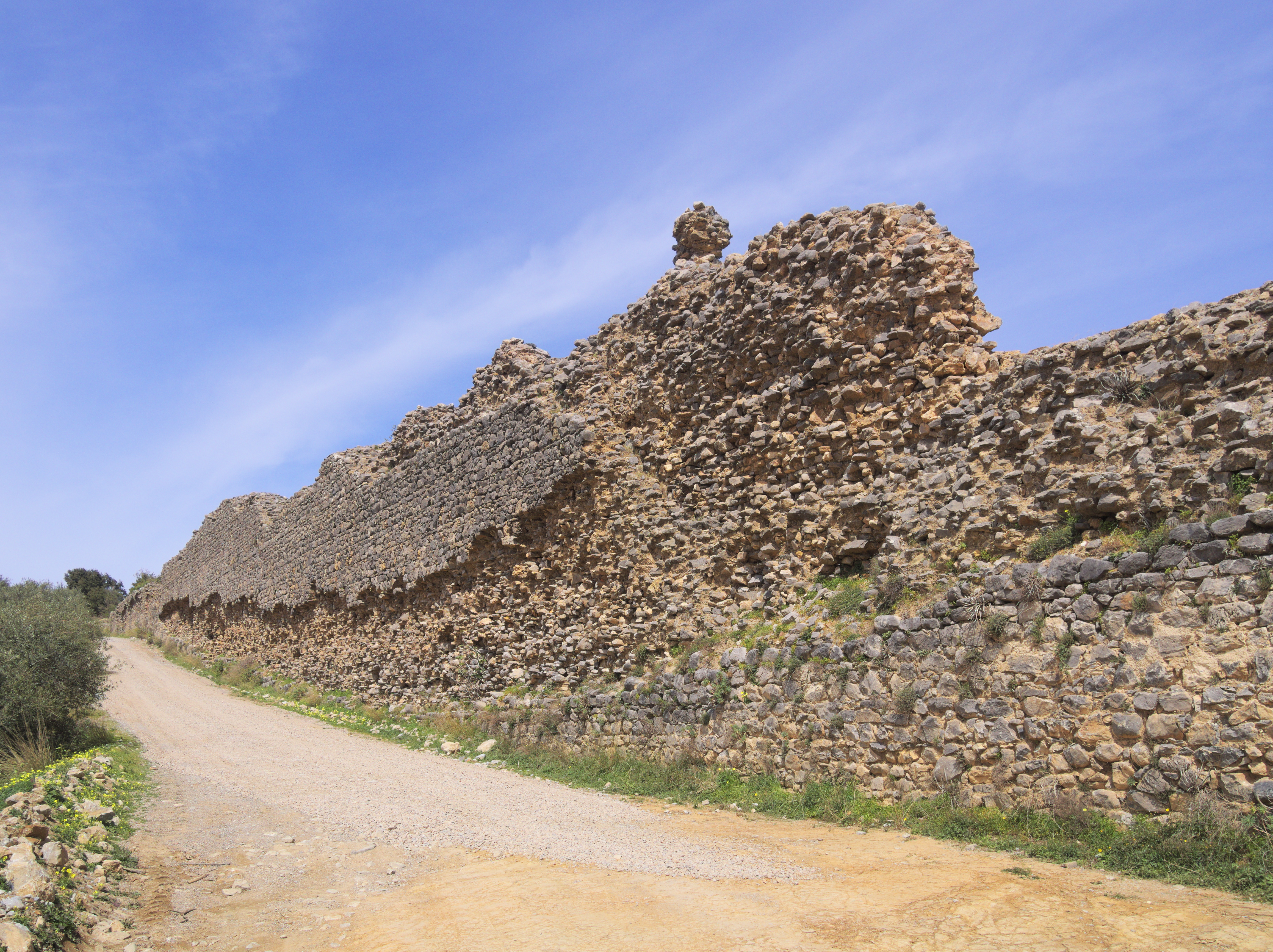
Aquädukt bei Toichos

Auf dem höchsten Punkt der Akropolis von Lyktos steht heute eine kleine dreischiffige spätbyzantinische Agios-Georgios-Kirche. Anhand einer Inschrift mit Datumsangabe kann sie ins Jahr 1321 datiert werden. Im Innern sind nur wenig Reste der Fresken erhalten. Sie hat eine Länge von 7 m und eine Breite von 6 m. Der Eingang befindet sich im Westen und im Osten gibt es eine Apsis. Die nördliche Seitenwand verfügt über einen Strebepfeiler und die südliche über zwei. Zum Bau der Kirche wurde antikes Baumaterial verwendet, das zum Teil von einem Vorgängerbau stammt. Im Nordosteck ist ein Stein mit einer Inschrift aus dem 2. Jahrhundert verbaut. Der Stein trägt an der Seite ein Kreuz, was zeigt, dass er zwischenzeitlich als Säulenkapitell einer Kirche diente.
Etwa 30 m nordwestlich der Kirche fand man auf einem niedrigeren Plateau die Grundmauern des Bouleuterion. Es handelt sich um ein 13,90 m langes und 11,40 m breites Gebäude. Es hatte einen Fußboden aus weißgrauen Marmorplatten. Im Westen befand sich ein Rednerpodium und an den Langseiten im Norden und Süden gab es jeweils zwei Sitzreihen für Zuhörer. In dem Gebäude fand man mehrere Inschriften und einen kleinen Altar, der dem Kaiserkult diente. Anhand den aufgefundenen Säulen mit korinthischen Säulenkapitellen, die Kapitellen aus der Villa Dionysos in Knossos ähneln, kann das Bouleuterion ins frühe 2. Jahrhundert datiert werden. Vermutlich durch das Erdbeben am 21. Juli 365 wurde das Gebäude zerstört. Zu dieser Zeit wurde es jedoch nicht mehr als Bouleuterion genutzt. Links vor dem Eingang zum Gebäude wurden zwei Inschriften aus dem Gebäude aufgerichtet. Sie stammen beide aus der Zeit zwischen dem 10. Dezember 124 und dem 9. Dezember 125. Die linke ehrt Vibia Sabina, die Gattin des römischen Kaisers Hadrian, die andere Hadrian selbst.
Etwa 60 m östlich steht die Ruine einer Windmühle mit apsidialem Grundriss. Weitere Grundmauern von Windmühlen mit apsidialem oder rundem Grundriss gibt es östlich der Akropolis. Etwa 180 m nordöstlich der Agios-Georgios-Kirche steht die einschiffige Timaios Stavros Kirche. Sie stammt aus dem Jahre 1843. Sie ist etwa 12 m lang und 5 m breit mit Apsis im Osten und Eingang im Süden. Rechts neben dem Eingang ist ein Stein mit einer Inschrift aus dem zweiten oder dritten Jahrhundert verbaut. Hier werden die antiken Feste Theodaisia und Belchania erwähnt.
Etwa 40 m westlich unterhalb der Timaios Stavros Kirche liegen die Ruinen eines Konchenbaus. Etwa 20 m weiter westlich gibt es Grundmauern von neun runden Räumen. Wegen zahlreichen Tonscherben und Knochen von Opfertieren vermutet man, dass hier eine Orakelstätte existierte. Südöstlich der Akropolis gibt es noch imposante Überreste der römischen Zisternen.
Etwa 1,4 km südwestlich von Lyktos gibt bei dem Ort Toichos Überreste des bis zu 14 m hohen Aquädukts aus dem 2. Jahrhundert n. Chr. Es leitete Wasser von einer etwa 10 km weiter östlich gelegenen Quelle oberhalb von Krasi in die Stadt. Da die Wasserleitung bis Kastamonitsa der Kontur des Berges folgte und dann mehr oder weniger dem Bergrücken bis Lyktos entlang lief, hatte das Aquädukt eine Gesamtlänge von 22 km.

## Das moderne Lyttos
Nach der antiken Stadt wurde das Dorf Xidas (Ξιδάς) unterhalb der antiken Stadt in Lyttos Irakliou (Λύττος Ηρακλείου) umbenannt. Es gehört heute zur Gemeinde Kastelli. Der Fußballverein Lyttos Ergotelis aus Iraklio führt ebenfalls den Namen.